# George Lascelles
George Henry Hubert Lascelles, 7e graaf van Harewood KBE (7 februari 1923 – 11 juli 2011) was de oudste zoon van Henry Lascelles, 6e graaf van Harewood (1882-1947) en prinses Mary, de enige dochter van koning George V en koningin Mary.
George was een neef van koningin Elizabeth II. Hij werd graaf van Harewood op 24 mei 1947, toen zijn vader stierf. Hij was 39ste in de lijn van de Britse troonopvolging.
Hij werd geboren in Harewood House, het huis van de familie Lascelles in Yorkshire. Hij heeft op Eton College en King's College, Cambridge gestudeerd.
Tijdens de Tweede Wereldoorlog vocht hij mee in Italië. De Duitsers hielden hem gevangen als krijgsgevangene in Colditz Castle van 1944 tot mei 1945. In 1945-1946 diende hij onder zijn oom, Alexander van Teck die tot gouverneur-generaal van Canada was benoemd, als adjudant.
Lord Harewood heeft een groot deel van zijn leven toegewijd aan opera. Hij was de editor van Opera Magazine van 1950 tot 1953 en was de directeur van Royal Opera House van 1951 tot 1953 en nog een keer van 1969 tot 1972. Hij was voorzitter van English National Opera (ENO) van 1986 tot 1995, muziekdirecteur van ENO van 1972 tot 1985, artistiek directeur van de Edinburgh, Leeds, Adelaide Festivals.
Hij heeft ook gewerkt bij de English National Opera North van 1978 tot 1981. Ook is George gouverneur geweest van de British Broadcasting Corporation van 1985 tot 1987. Van 1985 tot 1996 was hij voorzitter van de Film Classification.ln 1968 heeft hij Maria Callas mogen interviewen,de grootste opera diva die de wereld in haar korte leven heeft verrijkt.
Hij is schrijver of bewerker van deze 3 boeken:
- Kobbé's Complete Opera Book (1954, het heet nu The New Kobbé's Opera Book)
- The Tongs and the Bones (1981)
- Kobbé's Illustrated Opera Book (1989)

George hield ook erg veel van voetbal. Hij was de president van de Football Association van 1963 tot 1972. Hij was sinds 1983 president van de Leeds United Football Club.
Hij trouwde met de van oorsprong Oostenrijkse pianiste Marion Stein (1926-2014) op 29 september 1949. Voor de huwelijksfestiviteiten schreef de Britse componist Benjamin Britten A wedding anthem. Ze kregen 3 kinderen:
- David (21 oktober 1950)
- James (5 oktober 1953)
- Jeremy (14 februari 1955)

Marion en George scheidden van elkaar in 1967. Marion trouwde daarna met Jeremy Thorpe.
George trouwde met de Australische Patricia Tuckwell (24 november 1926-2018), zuster van de hoornist en dirigent Barry Tuckwell (1931-2020), op 31 juli 1967. Ze hadden al een zoon van 2:
- Mark (4 juli 1965).

Omdat Mark geboren is zonder dat zijn ouders met elkaar getrouwd waren, staat hij niet in de lijn van de Britse troonopvolging, en heeft hij ook geen rechten op de earldom of Harewood.
George heeft als kanselier gewerkt bij de University of York van 1962 tot 1967.
Hij staat op nummer 270 in de 'Sunday Times Rich List 2005' met £ 148.000.000

## Titels
- The Honourable George Lascelles (7 februari 1923 - 6 oktober 1929)
- Viscount Lascelles (6 oktober 1929 - 24 mei 1947)
- The Right Honourable The Earl of Harewood (24 mei 1947 - 1986)
- The Right Honourable The Earl of Harewood, KBE (1986-2011)